# Andreas Lundmark
Andreas Lundmark född i Enköping, är en svensk operasångare (basbaryton) ursprungligen från Örnsköldsvik, men numera bosatt i Stockholm.
Lundmark är utbildad vid pianosolistutbildningen vid musikhögskolan i Malmö, sångsolistutbildningen vid Kungliga Musikhögskolan i Stockholm och Operahögskolan i Stockholm.
Han har sjungit roller vid bland annat Göteborgsoperan, Kungliga operan, Folkoperan, Opera på Skäret, Läckö slottsopera och Vadstenaakademien. Som konsertsångare har han exempelvis sjungit Antonio i Figaros bröllop med Kungliga filharmonikerna (dirigent Alan Gilbert), varit bassolist i Händels Messias tillsammans med bland andra Håkan Hagegård i Kansas i USA, samt även varit solist i Beethovens 9:e symfoni, Mozarts requiem och Faures requiem i Tokyo Opera City Hall i Japan tillsammans med Radiokören och Saarbrückens RSO.